# Rafaela Vieira de Araújo
Rafaela Vieira de Araújo (6 de octubre de 1990) es una deportista brasileña que compite en taekwondo. Ganó dos medallas en el Campeonato Panamericano de Taekwondo en los años 2010 y 2018.

## Palmarés internacional
| Campeonato Panamericano | Campeonato Panamericano  | Campeonato Panamericano | Campeonato Panamericano |
| Año                     | Lugar                    | Medalla                 | Categoría               |
| ----------------------- | ------------------------ | ----------------------- | ----------------------- |
| 2010                    | Monterrey (México)       | Medalla de oro          | –57 kg                  |
| 2018                    | Spokane (Estados Unidos) | Medalla de plata        | –57 kg                  |